# Hesperandra glabra
Hesperandra glabra là một loài bọ cánh cứng trong họ Cerambycidae.